# Nebeská církev Kristova

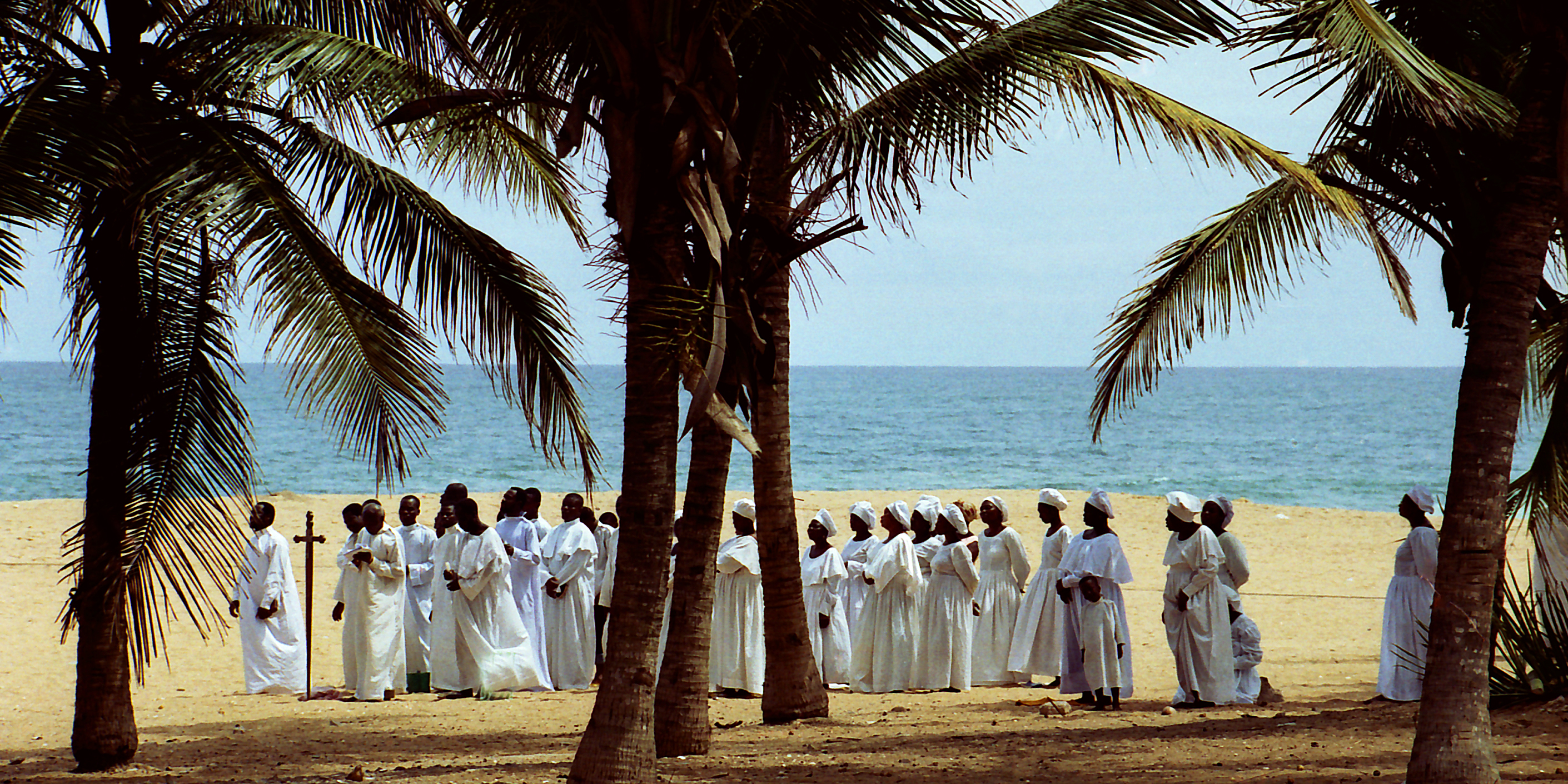
Bohoslužba Nebeské církve Kristovy v Beninu.

Nebeská církev Kristova (francouzsky Église du christianisme céleste, angl. Celestial Church of Christ) byla založena 29. září 1947 Josephem Oshoffaem v Beninu. Oshoffa měl Božské zjevení, po němž se cítil povolán k uzdravování, oživování mrtvých, modlitbě a k založení nového křesťanského společenství. Jmenoval se reverendem, prorokem, pastorem a zakladatelem Nebeské církve Kristovy, která byla v roce 1965 uznána a schválena v tehdejším Dahome (nyní Benin) jako oficiální. V roce 2021 se jednalo o druhou nejpočetnější církev v Beninu se zhruba 1 milionem vyznavačů.

## Charakteristika
Nebeská církev Kristova se vymezila proti synkretismu křesťanství a vodunu a přísně svým stoupencům zakazuje účast na jakékoli formě modlářství, fetišismu, obřadech či rituálech spjatých s vodunem. Oshoffa tvrdil, že je povolán na misi v boji proti Satanovi, vodunským zasvěcencům a ostatním silám zla. Nebeská církev Kristova klade důraz na studium Bible, přičemž používá Bibli krále Jakuba – anglický překlad Písma pro anglikánskou církev z roku 1611. Církev vydává doporučení a zákazy v oblasti víry (monoteismus vylučující africké kulty, zouvání bot při bohoslužbě i modlitbě, oddělování mužů a žen při bohoslužbě...), stravování (zákaz konzumace vepřového masa a alkoholu) nebo odpočinku (zákaz tabáku a další). V současnosti (2022) se k Nebeské církvi Kristově v Beninu hlásí více než 500 000 lidí a církev má své stoupence i v dalších zemích nejen v Africe. Podle afrikanisty a teologa O. Havelky se věřící k bohoslužbě schází v bílých oděvech na rozdíl od ostatních křesťanských církví v Beninu. Bohoslužby Nebeské církve se podle Havelky často konají ve veřejném prostoru, kdekoli je dostatek místa, např. na pláži nebo v parku. Veřejná liturgie má misijní charakter.